# معاهدة الصداقة بين اليمن وهولندا
معاهدة الصداقة بين اليمن وهولندا وقعت في صنعاء بين المملكة المتوكلية اليمنية ومملكة هولندا في 12 مارس 1933 وتم التصديق عليها في 4 فبراير 1934.
أكدت المعاهدة على السلام والصداقة بين الدولتين وعلى تبادل البعثات الدبلوماسية بينهما وعلى تنظيم العلاقات التجارية.

## نص المعاهدة[4]
| معاهدة الصداقة بين اليمن وهولندا | بسم الله الرحمن الرحيم معاهدة صداقة بين دولة اليمن ودولة هولاندا حضرة صاحب الجلالة ملك قطعة اليمن المستقلة وحاكمها المطلق الإمام يحيى بن الإمام محمد بن يحيى حميد الدين المعظم وحضرة صاحبة الجلالة المعظمة ملكة بلاد هولاندا المستقلة وحاكمتها المطلقة فيلهلمينا المبجلة رغبة منهما في تأسيس روابط الصداقة بين الدولتين وتوثيق عراها على قاعدة القوانين الدولية العامة قد قررا عقد معاهدة صداقة ولهذا الغرض عين من طرف جلالة ملك اليمن الإمام يحيى حضرة الكاتب الأول لعرش الدولة اليمنية صاحب السعادة القاضي محمد راغب بن رفيق ومن طرف جلالة ملكة هولندا حضرة مفوض جلالتها بجدة صاحب السعادة المسيو ك. أدريانسي مندوبين مفوضين عنهما وقد اتفقا على المواد الآتية: - المادة الأولى يسود بين دولة اليمن ودولة هولندا وبين رعايا كلتا الدولتين سلام لا يُمس وصداقة خاصة مطلقة - المادة الثانية سيكون من كل من الفريقين الساميين المتعاهدين إنشاء العلاقات السياسية والقنصلية بينهما في الوقت الذي سيقرران تعيينه وعند ذلك يتمتع الممثلون السياسيون والقنصليون من كل منهما في بلاد الدولة الأخرى بالمعاملة المقررة بمبادة القانون الدولي العامة بشرط أن تكون هذه المعاملة متساوية - المادة الثالثة كل من رعايا الفريقين الساميين المتعاهدين الذين يقصدون التجارة في بلاد الفريق الآخر يكونون تابعين للقوانين والأحكام المحلية ويتمتعون بنفس المعاملة التي يتمتع بها رعايا الدولة الأكثر رعاية من كل الوجوه وكذلك تعامل سفن كل من الفريقين المتعاهدين وشحناتها في مواني الفريق الآخر نفس المعاملة التي تتمتع بها سفن الدولة الأكثر رعاية وشحناتها من كل الوجوه - المادة الرابعة حاصلات أرض كل من الفريقين المتعاهدين ومصنوعاتهما تعامل في دخولها إلى بلاد الفريق الآخر فيما يتعلق بتعيين مقادير الرسوم والضرائب الجمركية وأخذها بنفس المعاملة التي تعامل بها حاصلات ومصنوعات الدولة الأكثر رعاية وكذلك تأكيدا لهذا تعامل حاصلات الأرض والمصنوعات التي تخرج من بلاد أحد الفريقين إلى بلاد الفريق الآخر فيما يتعلق بتعيين مقادير الرسوم والضرائب الجمركية وأخذها بنفس المعاملة التي تعامل بها حاصلات الأرض والمصنوعات التي تخرج إلى بلاد الدولة الأكثر رعاية - المادة الخامسة قد دونت هذه المعاهدة في نسختين أصليتين متساويتين باللغة العربية واللغة الهولندية وإذا نشأت شكوك في تفسير مادة من المواد أو في تفسير فهم أي مادة كان فالطرفان يعتمدان النص العربي من حيث انها كانت في ملحقات مملكة هولاندا في خارج أوروبا بعض قوانين وأحكام مخالفة لقوانين وأحكام بلاد هولاندا في أوروبا فد اتفق الفريقان الساميان المتعاهدان على أن تطبق هذه المعاهدة فيما يخص دولة هولاند سيكون مقتصراً على بلاد مملكة هولاندا الأوروبية وسيكون أبرامها وتبادل الوثائق بأقرب وقت وتعد نافذة المفعول بمجرد تبادل الوثائق المبرمة وقد اتفق الفريقان المتعاهدان على عقد هذه المعاهدة لمدة خمس سنوات اعتباراً من تاريخ تبادل الوثائق المبرمة على أنه إذا أراد أحد الفريقين المتعاهدين إلغاء هذه المعاهدة بعد انقضاء مدتها يجب أن يشعر الفريق الآخر بمراده قبل انتهاء المدة بستة أشهر وإلا استمرت هذه المعاهدة ولا تلغي إلا بعد مضي ستة أشهر من حين اشعار أحد الفريقين للأخر بإرادته إلغاها وتبيننا لهذا قد صار توقيع هذه المعاهدة من حضرتي مفوضي الفريقين المشار إليهما ووضعا أختامهما عليها حرر في صنعاء اليمن لتاريخه 15 ذي القعدة 1351هـ الموافق 12 مارس 1933 محمد راغب بن رفيق: مندوب ملك اليمن ك. أدريانسي: مندوب مفوض ملكة هولاندا | معاهدة الصداقة بين اليمن وهولندا |

## التجديد
تم تجديد المعاهدة لأول مرة في 12 أبريل 1939. تم تجديدها للمرة الثانية في 18 يوليو 1947